# Ángel Gallardo (1867-1934)
Pour les articles homonymes, voir Ángel Gallardo.
Ángel Gallardo (né à Buenos Aires le 19 novembre 1867,  mort le 13 mai 1934) est un ingénieur civil et homme politique argentin. Il a été ministre des relations extérieures d'Argentine.
Il a donné son nom au Lac Ángel Gallardo.